# Carpenter Brut
Franck Hueso, més conegut pel seu nom artístic Carpenter Brut, és un músic francès de synthwave. Ha publicat tres EP, EP I (2012), EP II (2013) i EP III (2015) que es van recopilar i publicar conjuntament amb el títol de Trilogy (2015). Més endavant va llançar tres àlbums d'estudi addicionals, Leather Teeth (2018), Blood Machines OST (2020) i Leather Terror (2022), juntament amb un àlbum en directe, CarpenterBrutLive (2017). També ha aportat música original a diverses bandes sonores, tant per a pel·lícules com per a videojocs.

## Trajectòria
Carpenter Brut afirma que el seu relatiu anonimat és una elecció artística deliberada per a donar més importància a la música en si, més que a la identitat del músic que hi ha darrere. Va començar a escriure música com a Carpenter Brut amb la intenció de barrejar sons de pel·lícules de terror, heavy metal, rock i música electrònica. En les actuacions en directe, Carpenter Brut comparteix escenari amb el guitarrista Adrien Grousset i el bateria Florent Marcadet, ambdós membres del grup francès Hacride. El 2016, Carpenter Brut va fer una gira pels Estats Units d'Amèrica amb la banda sueca Ghost. En una entrevista de 2018, Tobias Forge, el cantant principal de Ghost, va declarar que Hueso també era el productor de la banda Deathspell Omega, una banda francesa de black metal coneguda per l'anonimat dels seus membres.
El nom de Carpenter Brut va néixer com «una broma» en combinar el cognom del cineasta i compositor John Carpenter i el del xampany Charpentier Brut. El 2019 Hueso va aparèixer a la pel·lícula documental The Rise of the Synths, que explora els orígens i el creixement del gènere synthwave.

## Influències
Hueso ha reconegut estar influenciat pel grup Justice, però a partir del 2017 s'inspiraria «molt més en artistes de rock progressiu», com Toto i Supertramp, juntament amb Iron Maiden, Meshuggah, Ulver, Nine Inch Nails, Type O Negative, Pink Floyd i The Beatles. En una entrevista del 2019 a Kerrang!, va afirmar que les seves primeres influències musicals van ser Iron Maiden, Metallica, Megadeth, Cannibal Corpse i Napalm Death. Hueso va reconèixer el 2016 que no escoltava bandes sonores de pel·lícules de terror però que hi havia «temes que destaquen», com Creepshow, Maniac Cop i Divendres 13, i que li agradaven les composicions de John Williams, John Carpenter, Alan Silvestri i James Horner.
Cinematogràficament, les influències de Hueso inclouen les pel·lícules slasher i sèrie B dels anys 1980, així com superproduccions, específicament «tot de Steven Spielberg», juntament amb Star Wars, Terminator, RoboCop, Predator, The Thing, Street Trash, Bad Taste, The Texas Chain Saw Massacre, Possessió infernal, Nekromantik i Maniac Cop, «no només vaig trobar que aquestes pel·lícules eren completament rudes, sinó que les seves bandes sonores també ho eren. La música era una part integral de les pel·lícules, això és el que em va agradar». Finalment, va assenyalar que «aquestes influències passen per tot el que fa Carpenter Brut: el desig de donar-te alguna cosa violenta, cinematogràfica i divertida!».

## Discografia

### Àlbums
- Trilogy (2015)[12]
- Leather Teeth (2018)
- Blood Machines OST (2020)
- Leather Terror (2022)[13]

### EP
- EP I (2012)
- EP II (2013)
- EP III (2015)

### Àlbums en directe
- CarpenterBrutLive (2017)